# IS-LM分析

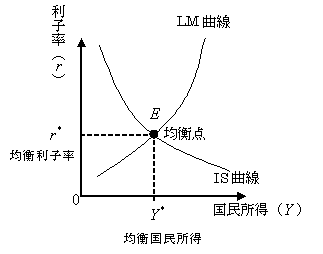
IS-LM分析

IS–LM分析（アイエスエルエムぶんせき）または IS–LMモデル (IS–LM model) とは、国民所得と利子率を用いて財市場と貨幣市場の同時均衡を分析することである。また、短期における価格硬直性を仮定している。ハンセン＝ヒックスモデルとも呼ばれる。
縦軸に利子、横軸に国民所得をとり、財市場の均衡条件を表す IS 曲線と貨幣市場の均衡条件を表す LM 曲線を描くと、IS 曲線と LM 曲線の交点として財・貨幣同時均衡状態における国民所得と利子率が求められる。
IS 曲線の通らない点では財市場は不均衡状態にあり、IS 曲線の左側（下）の領域は財の超過需要、右側（上）の領域は財の超過供給状態にあること示す。
LM 曲線の通らない点では貨幣市場は不均衡状態にあり、LM 曲線の左側（上）の領域は貨幣の超過供給、右側（下）の領域は貨幣の超過需要状態にあることを示す。
IS–LM とは、I：投資 (Investment)、S：貯蓄 (Saving)、L：流動性選好 (Liquidity Preference)、M：貨幣供給 (Money Supply) のことで、IS と LM はそれぞれ財市場と貨幣市場が均衡しているときに釣り合うもの同士を示している。

## 歴史
IS–LM 分析は、1936年9月にオックスフォード大学で開かれた計量経済学会にその萌芽を見ることができる。ロイ・ハロッド、ジョン・ヒックス、ジェイムズ・ミードらはジョン・メイナード・ケインズの『一般理論』を数理モデルとしてまとめることを試み、論文を執筆していた。ハロッドの草稿を見たヒックスは IS–LM モデルを考えつき、1937年にそのアイデアを論文 Mr. Keynes and the Classics: A Suggested Interpretation  として発表した。なお当初は "LM" ではなく "LL" の略語が用いられていた。
ヒックスは後に IS–LM モデルがケインズ理論の重要な点を見逃していることを認め、IS–LM モデルや一般の均衡理論に対して、適用範囲の非常に限られた "classroom gadget" であると批判した。
第一の問題は、ケインズはその枠組みを超えることを試みているにもかかわらず、実物部門と金融部門を完全に分離して扱っていることであり、
加えて、流動性選好は不確実性の存在があってはじめて意味を成すにもかかわらず、均衡モデルは不確実性を無視していることも問題とした。
現代のマクロ経済学者の多くは IS–LM モデルを現実の経済を理解するための最低限の近似でしかないと考えている。
IS–LM モデルが不完全なモデルであることは広く認められていることだが、教育的な道具として、マクロ経済学者がより詳細な方法で解決を試みるような問題に対し、その理解を促す目的で使われている。
実際、ニュー・ケインジアンやリアルビジネスサイクル理論が台頭した結果、IS–LM モデルは多くの学部生向けのマクロ経済学の教科書では紹介されているが、ほとんどの大学院生向けの教科書では省かれている。

## IS曲線の導出
IS 曲線は投資関数 I (r) に対する現実支出 Y と計画支出 E の均衡条件によって決まる。均衡条件は、縦軸を総需要、横軸を国民所得にとったグラフ上での 2 つの支出曲線  Y, E の交点として視覚化される (ケインジアンの交差図)。IS 曲線の導出は以下の通り。

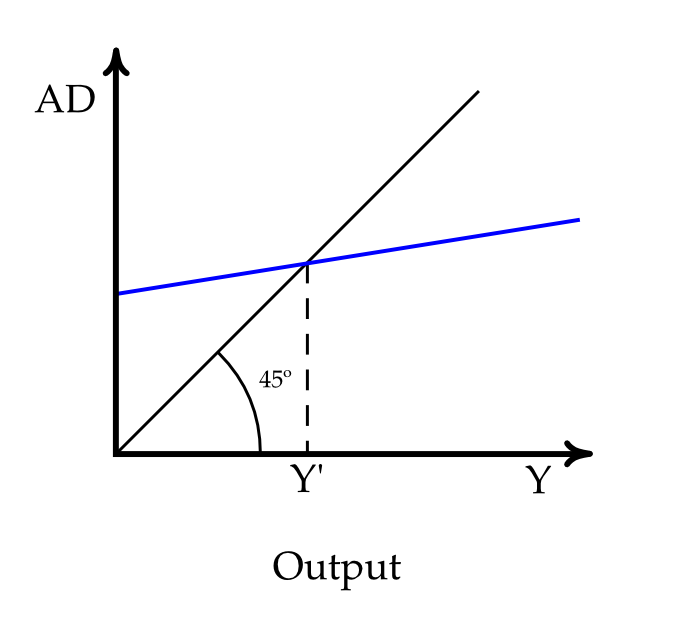
ケインズの交差図。

ケインズの仮定では、短期生産（所得）の水準は家計・企業・政府の支出計画により決まるとされている。このとき計画支出 E は 
{\displaystyle E=C+G+I+NX}
と表される。ここで C は消費 (Consumption)、G は政府の計画支出 (Government spending)、I は企業の計画投資 (Investment)、NX は純輸出 (Net Export) を表す。
また消費 C は所得 Y と租税 T の差 Y − T すなわち可処分所得にのみ陽に依存し、可処分所得 Y − T に対し単調増加であると仮定される。
{\displaystyle C=C(Y-T),}
{\displaystyle a\leq b~\Rightarrow ~C(a)\leq C(b).}
租税水準 T および純輸出 NX は所得 Y の関数であり、
{\displaystyle T=T(Y),}
{\displaystyle NX=NX(Y),}
投資 I は利子率 (interest rate) r を引数にとる関数であると仮定される。
{\displaystyle I=I(r).}
特に投資関数は利子率に対して単調減少であることが課される。
{\displaystyle a\leq b~\Rightarrow ~I(a)\geq I(b).}
投資関数の単調性から、利子率 r が増加すれば投資 I は減少し、従って計画支出 E も減少する。逆に利子率 r が減少すれば投資 I は増加し、従って計画支出 E も増加する。ケインズの交差図上では曲線 E が投資 I の変化分だけ上下にシフトすることになる。
また租税 T、政府支出 G、投資 I は予算によって予め決められる、外生的に固定された (exogenously–fixed) 変数である。
現実の支出額 Y と計画の支出額 E は必ずしも一致せず実際には乖離するため、企業は在庫を変動させることで現実支出 Y と計画支出 E を均衡させようとする。具体例として、現実支出 Y が計画支出 E よりも少ない場合 (Y < E)、企業は在庫を減らすことで計画支出に近づけようとする。計画支出と現実支出が釣り合っているとき、両者は互いに等しい。
{\displaystyle E=Y.}
これがケインズの交差図における45度線に対応する。
2 つの条件より、現実支出は次のように表すことができる。
{\displaystyle Y=C(Y-T(Y))+G+I(r)+NX(Y).}
この方程式を満たす現実支出 Y と利子率 r の組み合わせを表すものが IS 曲線である。
また、投資 I (r) と貯蓄 S (Saving) が均衡するという描像から、
{\displaystyle I(r)=S}
となるように貯蓄 S を以下のように定義することがある。
{\displaystyle S(Y,r)=Y-C(Y-T(Y))-G-NX(Y).}

## IS曲線

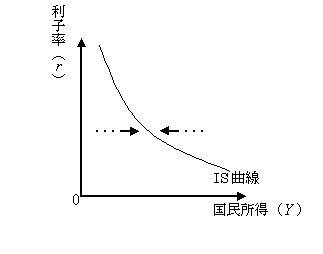
IS曲線

IS 曲線（アイエスきょくせん、IS curve）は、財市場 の均衡を達成する国民所得 Y と利子率 r の組み合わせが描く曲線である。財市場の均衡とは、財市場における有効需要と供給が一致することを指す。
有効需要は以下の形で与えられる。
{\displaystyle Y^{\mathrm {d} }=C+I} ：有効需要 = 消費 + 投資
三面等価の原則により、総供給 Y s は国民所得 Y に等しい。
{\displaystyle Y^{\mathrm {s} }=Y} ：総供給 = 国民所得
消費 C は国民所得 Y と貯蓄 S の差 Y - S として定義される。
{\displaystyle C\equiv Y-S.}
従って国民所得は消費と貯蓄の和に等しく、
{\displaystyle Y=C+S}
財市場の均衡条件
{\displaystyle Y^{\mathrm {d} }=Y^{\mathrm {s} }}
より 
{\displaystyle C+I=C+S,}
すなわち投資額と貯蓄額が均衡する。
{\displaystyle I=S.}
利子率が下がれば、貯蓄するより投資するほうが収益性が高くなるので投資が増える。他方で投資の増加分による乗数効果によって有効需要が増加する。これにより新しい財市場の均衡点では、国民所得が増加することとなる。
ここで、財市場が均衡している点では必然的に貯蓄が投資と一致しているので、利子率の低下による投資の増加分が、貯蓄の増加分に等しいとき、財市場は均衡している。
この貯蓄と投資が等しくなる利子率と国民所得の組み合わせを示す曲線を IS 曲線という。この曲線は、縦軸に利子率 r、横軸に国民所得 Y をとれば、特別な場合を除いて右下がりの曲線になる。言い換えると、財市場が均衡する場合の利子率 r (Y) は国民所得 Y の減少関数になる。
仮に経済が IS 曲線の左側にあるならば、利子率の下落により投資が増加している、もしくは、国民所得の減少により貯蓄が減少し S < I の状態になっていることから、財の超過需要の状態にある。反対に IS 曲線より右側の領域では、財の超過供給が発生している。つまり、経済が IS 曲線上にない場合、財市場は不均衡となっていると考えられる。
なお投資の利子弾力性が大きいほど、IS 曲線の傾きはより水平に近づく。また同一の利子率における投資 I の増大（あるいは乗数値の増大）、あるいは消費 C、政府支出 G や純輸出 NX の増大による総需要 I + C + G + NX の増大は IS 曲線を右方シフトさせる。

## LM曲線

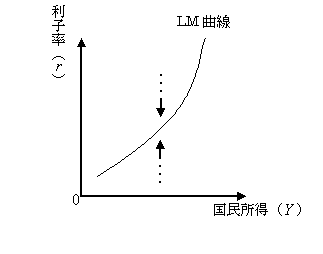
LM曲線

LM曲線（エルエムきょくせん、LM curve）とは、貨幣市場の均衡を達成する国民所得 Y と利子率 r の組み合わせを表した曲線である。貨幣市場は貨幣の供給 と貨幣の需要で成立している。
マネーサプライ（預金）は中央銀行が管理している貨幣（マネタリーベース）の供給量ではなく、銀行の信用創造（貸出行動）の活発度に依存して決定される。
一方で貨幣の需要は、財を購入する時に使うための取引需要 (transactions demand) や、債券保有による損失を防ぐために債券よりも貨幣として保有しようとする投機的需要（Speculative demand, または資産需要）で構成される。
{\displaystyle L=L_{1}+L_{2}} ：貨幣需要量 = 取引需要 + 投機的需要
取引需要 L1 は国民所得 Y の増加関数であり、
{\displaystyle L_{1}=L_{1}(Y),}
{\displaystyle a\leq b~\Rightarrow ~L_{1}(a)\leq L_{1}(b),}
投機的需要 L2 は利子率 r の減少関数である。
{\displaystyle L_{2}=L_{2}(r),}
{\displaystyle a\leq b~\Rightarrow ~L_{2}(a)\geq L_{2}(b).}
従って貨幣需要 L は国民所得 Y と利子率 r の関数である。
{\displaystyle L=L(Y,r)}
貨幣市場の均衡条件は
{\displaystyle M^{\mathrm {s} }=L(Y,r)} ：実質貨幣供給量 = 貨幣需要量
なので、貨幣需要を具体的に取引需要と投機的需要で表せば、
{\displaystyle M^{\mathrm {s} }=L_{1}(Y)+L_{2}(r)}
となる。
国民所得 Y が増えると、取引需要による貨幣の需要 L1(Y) が高まる。このとき貨幣供給量 M s 一定の下で貨幣の需給を一致（貨幣市場の均衡）させるためには、投機的需要による貨幣の需要 L2(r) を減少させることが必要となる。これは債券価格が下落し、利子率 r が上昇することによって達成される。
貨幣供給量、需要、国民所得および利子率の変化量を変数名の前に Δ を付して表せば、
{\displaystyle \Delta M^{\mathrm {s} }=0} ：貨幣供給量一定
{\displaystyle \Delta M^{\mathrm {s} }=\Delta L_{1}(Y)+\Delta L_{2}(r)} ：貨幣の受給均衡条件
より次の関係が得られる。
{\displaystyle \Delta L_{2}(r)=-\Delta L_{1}(Y).}
需要関数の単調性から、国民所得が増加したとき (ΔY > 0)、取引需要は増加し、
{\displaystyle \Delta L_{1}(Y)=L_{1}(Y+\Delta Y)-L_{1}(Y)>0\quad {\mbox{for}}~~\Delta Y>0,}
利子率が増加したとき (Δr > 0)、投機的需要は減少する。
{\displaystyle \Delta L_{2}(r)=L_{2}(r+\Delta r)-L_{1}(r)<0\quad {\mbox{for}}~~\Delta r>0.}
いま、国民所得が増加しているので、貨幣の受給均衡を保つためには、利子率 r が上昇しなければならない。
{\displaystyle \Delta L_{2}(r)=-\Delta L_{1}(Y)<0.}
このときの利子率 r と国民所得 Y の組み合わせを表す Y –r グラフ上の曲線が LM 曲線である。LM 曲線は、特別な場合を除いて右上がりの曲線となる。言い換えると、貨幣市場が均衡する場合の利子率 r(Y) は国民所得 Y の増加関数になる。
特別な場合、例えばある国の経済が流動性の罠に陥っている状況では、LM 曲線がフラットになっている結果としてマネタリーベースの増加が金利上昇を喚起しない。この状況下では紙幣増刷に起因するインフレーションは発生しない。
仮に経済が LM 曲線の左側にあるならば、利子率が高いため貨幣の投機的需要が少ない、もしくは国民所得水準が低いため貨幣の取引需要が少ない。そのため貨幣の超過供給が発生している。反対に、経済が LM 曲線の右側にある場合は、貨幣の超過需要が発生している。
なお貨幣需要の利子弾力性が大きいほど、LM 曲線の傾きはより水平に近づく。実質貨幣供給量（名目貨幣供給量/物価）の増大は、LM 曲線を右方シフトさせる。